# Adásztevel
Adásztevel (hongrois : Adásztevel [ˈɒdaːʃtɛvɛl]) est une localité hongroise située dans le comitat de Veszprém.

## Nom et attributs

### Toponymie
Le nom de la localité provient de Tevel, l’un des petits-fils du prince Árpád, qui s’y serait installé.
La plus ancienne mention écrite du village remonte à une charte datant d’environ 1180, où il apparaît sous le nom de Tuel, tandis qu’un document de 1373 le désigne sous le nom d’Adastewyl. Pendant des siècles, la localité était divisée en deux parties : la section habitée par de petits nobles était appelée Kistevel ou Tevel, tandis que la partie peuplée de paysans était nommée Nagytevel. Le village était également connu sous le nom de Nemestevel. Pour le différencier du village voisin de Nagytevel, majoritairement peuplé de germanophones, il a également été appelé Magyartevel à une époque.
À la fin du XVIIIe siècle, lors de l’interdiction de l’exercice public du culte réformé, le collège réformé de Pápa fut temporairement déplacé dans la localité.

## Site et localisation

### Géologie et géomorphologie
La localité est située au pied nord du massif du Bakony, à environ 4 kilomètres au sud-est de la ville de Pápa. Son organisation urbaine correspond à celle d’un village-rue en zone de collines.

## Population

### Minorités culturelles et religieuses
Lors du recensement de 2011, 84,9 % des habitants se déclaraient hongrois, 8,2 % allemands et 2,4 % roms, tandis que 15 % n’ont pas souhaité répondre.
Concernant l’appartenance religieuse, 20,9 % de la population était de confession catholique romaine, 49,8 % réformée, 2,6 % évangélique et 2,8 % se déclaraient sans appartenance religieuse. Environ 23,4 % des habitants n’ont pas indiqué leur confession.
En 2022, 85,5 % des habitants s’identifiaient comme hongrois, 4,7 % comme allemands, 0,3 % comme roms et 0,3 % comme bulgares. Par ailleurs, 1,3 % appartenaient à d’autres nationalités non hongroises. En raison des identités multiples, le total peut dépasser 100 %.
Sur le plan religieux, 39,3 % des habitants se déclaraient réformés, 16,1 % catholiques romains, 2,3 % évangéliques, 0,1 % affiliés à une autre confession chrétienne et 0,8 % à une autre branche du catholicisme. Par ailleurs, 2,9 % se déclaraient sans appartenance religieuse et 38,5 % n’ont pas répondu.

## Équipements

### Réseaux extra-urbains
La commune n’est accessible que par la route, via la route 8303 qui relie Pápa à Béb.

## Personnalités liées à la localité
Le village a vu naître plusieurs personnalités notables.
Le poète et auteur de contes János Dorosmai y est né le 26 avril 1886. Benő Balassa, enseignant, directeur d’école et historien local, y est né le 18 octobre 1919.
Le politicien du Parti des petits propriétaires indépendants Dezső Sulyok (1897-1965) a vécu dans la commune pendant une longue période.
Enfin, le chanteur de rock and roll László Komár est né dans le village le 28 novembre 1944.